# 2026
2026 (MMXXVI) е обикновена година, започваща в четвъртък според григорианския календар. Тя е 2026-ата година от новата ера, двадесет и шестата от третото хилядолетие и седмата от 2020-те.
Съответства на:
- 1475 година по Арменския календар
- 7534 година по Прабългарския календар
- 6777 година по Асирийския календар
- 2977 година по Берберския календар
- 1388 година по Бирманския календар
- 2570 година по Будисткия календар
- 5786 – 5787 година по Еврейския календар
- 2018 – 2019 година по Етиопския календар
- 1404 – 1405 година по Иранския календар
- 1447 – 1448 година по Ислямския календар
- 4722 – 4723 година по Китайския календар
- 1742 – 1743 година по Коптския календар
- 4359 година по Корейския календар
- 2779 години от основаването на Рим
- 2569 година по Тайландския слънчев календар
- 115 година по Чучхе календара

## Събития

### Планирани и предвидени събития
- Планирани са президентски избори в България.
- 1 януари – България ще приеме еврото и ще стане 21-ата страна в Еврозоната.
- 11 юни – 19 юли – Ще се проведе Световното първенство по футбол през 2026 г.